# Okurkiáda

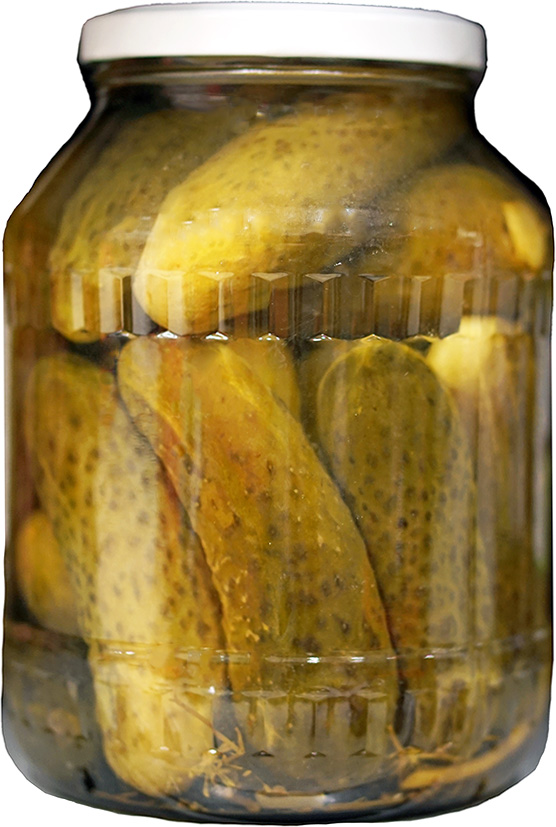
Porota poměřuje kvalitu naložených okurek

Okurkiáda je soutěžní klání, ve kterém se jeho účastníci poměřují ve výrobě co možná nejlepších nakládaných okurek. Vyhlašovatelem soutěž je město Frýdlant spolu s tamní základní organizací Českého zahrádkářského svazu (ČZS). Prvně spolu účastníci zápolili v roce 2016, kdy se ale mohli zapojit pouze členové zahrádkářského svazu. Následující rok již byla soutěž otevřena všem, kteří sami okurky nakládají a zavařují.
Každý ze zájemců musí hodnotící komisi předložit dvě sklenice okurek. Obsah jedné slouží k chuťovému ohodnocení poroty, druhá ze sklenic slouží k celkovému vizuálnímu posouzení zavařených okurek. Mezi hodnotitele patří například starosta města Jiří Stodůlka nebo místostarosta Dan Ramzer.

## Přehled oceněných
Na Okurkiádě uspěli:
| Rok  | Počet účastníků | Vítěz             | Druhé místo       | Třetí místo                |
| ---- | --------------- | ----------------- | ----------------- | -------------------------- |
| 2016 | 12              |                   |                   |                            |
| 2017 | 15              | Marie Cermanová   | Dana Dlouhá       | Jaroslav Vejdělek          |
| 2018 | 13              | Věra Erlebachová  | Pavlína Plášilová | Anna Vacková               |
| 2019 | 17              | Jaroslav Stárek   | Karel Kutílek     | Vladimír Koreček           |
| 2020 | 6               | Martina Hofmanová | Dana Dlouhá       | Vladimír Koreček           |
| 2021 | 14              | Hedvika Mourková  | Marie Korečková   | Petr Gampera               |
| 2022 | 15              | Marie Korečková   | Kateřina Sojahová | klienti Domova U Spasitele |
| 2023 | 13              | Kateřina Sojáková | Karel Čapek       | Daneška Rytinová           |